# كاتارينا هايزه
كاتارينا هايس (بالألمانية: Katharina Heise)‏ هي رسامة ألمانية، ولدت في 3 مايو 1891 في Bad Salzelmen ‏ في ألمانيا، وتوفيت في 5 أكتوبر 1964 في هاله في ألمانيا.